# HD 143567 b
HD 143567 b，即HIP 78530 b，是一顆可能是氣體巨行星或棕矮星的天體，母恆星是天蠍座的HD 143567。該天體早在2000年就被觀測到，但直到2008年直接拍攝到它之前都未被確認。該影像受到一個科學團隊的關注，並且持續對它進行觀測。HD 143567 b的母恆星是屬於上天蠍星協的明亮年輕藍色恆星。該天體本身的質量是木星的23倍，宣布發現它的論文宣稱它和母恆星的距離是冥王星與太陽距離的18倍，根據以上推測的軌道判定其公轉週期長達12000年。

## 發現
在2000到2001年間，位於智利的ESO 3.6米望遠鏡的 ADONIS 系統偵測到HD 143567旁有一個微弱的天體，並且該天體在2005和2007年的報告中被提及，雖然當時天文學家無法從觀測中判定那是什麼天體，以及是否是環繞該恆星的伴星，發現它的團隊並未繼續進行研究。

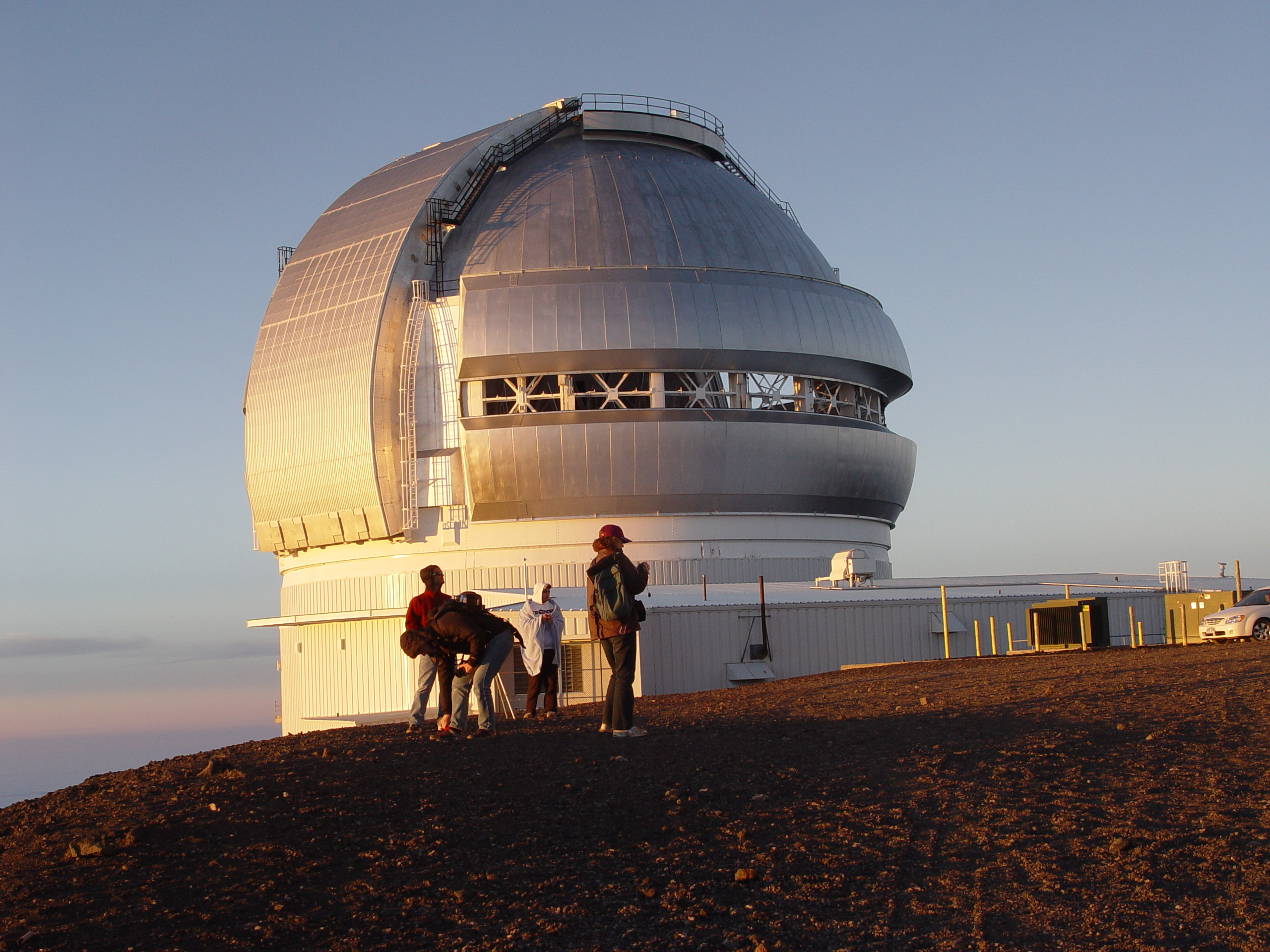
直接拍攝到HD 143567系統的雙子星天文台北雙子望遠鏡。

在上天蠍星協中隨機選出的91顆恆星是做為雙子星天文台的近紅外線攝影機與光譜儀（Near Infrared Imager and Spectrometer，NIRI）以及紅外線高度配合自适应光学（Altitude conjugate Adaptive Optics for the Infrared，ALTAIR）系統觀測範例。在這91顆恆星之間選擇了HD 143567進行攝影，並且該次觀測首幅影像在2008年5月24日拍攝。該次觀測原始影像中也發現了和之前同樣的微弱天體。
接下來該組天文學家以相同儀器在2009年7月2日和2010年8月30日進行攝影，並且天文學家希望能得知該天體的自行或者是它的移動率。接下來觀測所得資料於2010年春季和夏季被接受，但天文測量資料的大幅誤差讓天文學家忽視了該天體。天文學家對先前三年的觀測影像進行像素過濾並提升品質，結果顯示該暗弱天體不只存在於HD 143567旁，而且體積是棕矮星或行星 。但在當時仍須進行進一步研究以確認性質。
天文學家在2009年7月2日、3日和8月7日以雙子星天文台 NIFS 和 ALTAIR 觀測的影像允許天文學家收集該暗弱天體的光譜資料。對該天體的光譜和天文測量（確認恆星和該暗弱天體在天球上位置改變狀況）分析結果確認了HD 143567 b的存在。
天文學家於2011年1月24日的報告確認HD 143567 b的存在。在先前所述91顆恆星的影像中還發現了1RXSJ1609-2105b。這兩個天體的發現讓天文學家預測環繞距離母恆星數百光年的極低的行星或棕矮星與恆星質量比（比值低於0.01）的這類系統大約占了所有恆星的2.2+5.5
−1.9%。然而比值在0.01以下的亞恆星天體在這種狀況下至今仍無法被偵測到。

## 母恆星
HD 143567是一顆明亮的藍色B型主序星，是鬆散的上天蠍星協的成員星。該恆星質量大約是太陽的2.5倍，而上天蠍星協的年齡大約是500萬年，不過最近的研究認為這個集團的年齡可能是更古老的1100萬年。它的表面溫度10500 K，接近兩倍太陽表面溫度。
HIP 78530的視星等為7.18，無法以肉眼觀察。

## 天體特徵
HD 143567 b最可能是棕矮星，因為它的質量質量已經大到足以讓氫核融合成為氘（行星的質量不足以產生此核反應），但又不足以產生成為恆星的核反應。因為該天體同時顯現棕矮星和行星的特徵，讓天文學家無法確定它是棕矮星或行星。目前天文學家們嘗試預測它的形成是類似行星或恆星（棕矮星形成方式類似恆星）以確定HD 143567 b是行星或棕矮星。
HD 143567 b的推測質量超過了木星的23.04倍，並且軌道半長軸預測值是710天文單位，軌道形狀可能很接近圓形。冥王星和太陽的平均距離是39.482天文單位，代表該天體和母恆星的距離是冥王星和太陽距離的18倍。根據以上資料，HD 143567 b的軌道週期大約是12000年，雖然它的實際軌道半長軸很可能小於710天文單位，但因為目前仍未長時間直接觀察它而無法得到決定性的結論。